# Rhinthon bushi
Rhinthon bushi är en fjärilsart som beskrevs av Watson 1937. Rhinthon bushi ingår i släktet Rhinthon och familjen tjockhuvuden. Inga underarter finns listade i Catalogue of Life.